# Waimania Teddy
Pas d'image ? Cliquez ici

a Compétitions nationales et continentales officielles uniquement.

b Matchs officiels uniquement.
Dernière mise à jour le 24 mai 2025.
Waimania Teddy, née le 13 février 1979 à Whakatane (Nouvelle-Zélande), est une joueuse néo-zélandaise de rugby à XV. Elle joue au poste de demi de mêlée. Elle représente l'équipe de Nouvelle-Zélande entre 2002 et 2006.

## Biographie
Waimania Teddy fait ses débuts internationaux en 2005.
Elle remporte la Coupe du monde en 2006.

## Palmarès
- 7 sélections en équipe de Nouvelle-Zélande entre 2005 et 2007.
- Championne du monde en 2006.